# JKA
公益財団法人JKA（ジェイケーエー）は、公営競技の競輪とオートレースを統括する国民の健全なる余暇を推進する公益法人。会長は木戸寛（2023年6月26日 - ）。元経済産業省所管。

## 解説
それまで競輪は日本自転車振興会（1948年に発足した自転車振興会連合会を1957年継承し発足）、オートレースは日本小型自動車振興会（1950年に発足した全国小型自動車競走会連合会を1962年継承し発足）が統括していたが、日本政府による特殊法人改革方針と、近年の公営競技不振による売り上げ減少により、同じ経済産業省の下にある2つの組織を統合させ効率化が図られた。
この方針に基づき、まず2007年（平成19年）8月に財団法人日本競輪財団が発足。同年10月1日付で日本自転車振興会の全業務と法人名を承継し、財団法人日本自転車振興会に改称した。翌2008年4月1日、財団法人日本自転車振興会は日本小型自動車振興会の全業務も承継し、法人名を財団法人JKAに改めた。2013年（平成25年）4月には、公益法人改革の一環として「公益財団法人」として移行。2014年（平成26年）4月には、競輪業務組織である日本自転車競技会と車両情報センターの両公益財団法人を統合する形で吸収合併した。
JKA発足後も本部および競輪事業にあたる東京・市谷とオートレース事業にあたる東京・有明の2つの事務所に分かれて業務を行なっていたが、2017年10月3日をもって共に港区港南へ移転した。
なお、現在においても、競輪については、自転車競技法により経済産業大臣が指定する競輪振興法人であり、オートレースについては、小型自動車競走法により経済産業大臣が指定する小型自動車競走振興法人と設立の根拠法は異にしている。
競輪以外の自転車競技は日本自転車競技連盟、オートレース以外のオートバイ競技は日本モーターサイクルスポーツ協会が統括している。

## 名称について
JKAの名称は、JRAが日本中央競馬会（Japan Racing Association）の略称であるのとは異なり、競輪（Keirin）に関係する自転車（Jitensha）、オートレース（Autorace）に関係する小型自動車（Kogata jidosha）の表記を混在させるための措置（全ての語で「J」「K」「A」が頭に付く）で、正式名称である。
ただし、2018年度からの事業報告書や2020年度からの事業計画書の表紙に記載された英文名称は "Japan Keirin Autorace foundation" となっている。
競輪の競争車（自転車）としての認定の呼称は組織がJKAに代わってもNJSSと言う名称が使われている。また、その認定された部品への刻印もNJSが使われている。

## 組織
出典：公益財団法人JKAホームページ「組織系統図」より

| 本部 - 企画戦略部 - 総務部 - 総務課 - 情報管理課 - 財務課 - 出納課 - 人事部 - 人事管理課 - 人事企画課 - 人事開発室 - 補助事業部 - 補助事業統括課 - 補助事業課 - 競輪振興業務部 - 振興事業課 - 業務・登録課 - あっせん課 - 250事業課 - 競輪競技実施統括部 - 競技課 - 250競技実施チーム - 検車 - 番組編成 - 選手管理 - 審判 - 公正室 - 広報部 - 広報宣伝課 - 報道室 - 競輪情報システム部 - システム事業課 - システム開発課 - システム運用課 - VRS運用課 - オートレース振興業務部 - 振興事業課 - 業務・登録課 - あっせん課 | エリア（東・中・西） - 管理室 - 庶務課 - 労務課 - 会計課 - 競輪競技部 - 競技実施チーム - 検車 - 番組編成 - 選手管理 - 審判 伊豆事業所 - 伊豆事業所管理室 - 管理課 - 選手訓練課 - 日本競輪選手育成所 - 学務課 - 養成課 - 自転車競技振興室 筑波事業所 - オートレース選手養成所 - 管理課 - 養成課 | 内部統制室 - 監査課 - 業務評価課 |

## 所在地
| 事業所                 | 所在地                                                |
| ---------------------- | ----------------------------------------------------- |
| 本部                   | 東京都港区港南一丁目2番70号（品川シーズンテラス25階） |
| 伊豆事業所             | 静岡県伊豆市大野1827（日本競輪選手養成所内）          |
| オートレース選手養成所 | 茨城県下妻市村岡（筑波サーキット内）                  |

## 主な提供番組
2023年12月時点。特記なきものはいずれも一社提供。
日本テレビ系列（BS日テレ含む）
- 坂上忍の勝たせてあげたいTV（別番組名の場合あり） - 全日本選抜競輪、日本選手権競輪、高松宮記念杯競輪、パールカップ　各決勝戦中継
- KEIRINグランプリ中継 - 原則毎年12月30日

テレビ東京系列（BSテレ東含む）
- オールスター競輪、寬仁親王牌、競輪祭、オールガールズクラシック、競輪祭女子王座戦　各決勝戦中継
  - 単発の特別番組として放送されるため、タイトルや司会・出演者が毎回異なる。

BSよしもと
- 開運リフレッシュバラエティ『自転車でイイとこ行ってみよう！』[7] - 隔週日曜日17:00 - 17:30

ラジオ
- 中野浩一のフリートーク（TBSラジオ）-KEIRIN名義
- 鎌田實×村上信夫 日曜はがんばらない（文化放送） - 競輪とオートレースの福祉補助事業名義。アルソア化粧品との2社提供

## 脚註